# Bausch & Lomb Championships 2002 - Doppio
Il doppio del torneo di tennis Bausch & Lomb Championships 2002, facente parte del WTA Tour 2002, ha avuto come vincitrici Daniela Hantuchová e Arantxa Sánchez Vicario che hanno battuto in finale María Emilia Salerni e Åsa Svensson con il punteggio di 6–4, 6–2.

## Teste di serie
1. Lisa Raymond /  Rennae Stubbs (primo turno)
2. Virginia Ruano /  Paola Suárez (semifinali)

1. Daniela Hantuchová /  Arantxa Sánchez Vicario (campionesse)
2. Assente

## Tabellone

### Legenda
| - Q = Qualificato - WC = Wild card - LL = Lucky loser | - ALT = Alternate - SE = Special Exempt - PR = Protected Ranking | - w/o = Walkover - r = Ritirato - d = Squalificato |